# Cronologia da pandemia de COVID-19 na França
Este artigo documenta a cronologia da pandemia de COVID-19 em França.

## Cronologia

### Janeiro de 2020
- 24 de janeiro: Três primeiros casos do novo coronavírus na França são confirmados pela ministra da Saúde do país, Agnès Buzyn.[1]
- 30 de janeiro: A companhia aérea Air France suspende todos os voos para a China continental até 9 de fevereiro por causa de surto do novo coronavírus.[2]

### Fevereiro de 2020
- 15 de fevereiro: Um turista chinês de 80 anos, que morreu na França, torna-se a primeira morte causada pelo novo coronavírus na Europa e fora da Ásia. A ministra da Saúde da França, Agnes Buzyn, anuncia que a morte do paciente que estava em tratamento intensivo do hospital de Paris após testar positivo no final de janeiro.[3][4]
- 26 de fevereiro: Um professor de 60 anos, que morreu em Paris após adoecer com o novo coronavírus, torna-se a primeira vítima francesa da doença.[5]
- 29 de fevereiro: O ministro da Saúde da França, Olivier Véran, anuncia a proibição de todas as reuniões públicas internas de mais de 5.000 pessoas para reduzir a propagação do novo coronavírus.[6]

### Março de 2020
- 3 de março: As autoridades francesas fecham cerca de 120 escolas primárias e secundárias em áreas atingidas pelo novo coronavírus.[7]
- 6 de março: A partida do Paris Saint-Germain na 82ª edição do Campeonato Francês de Futebol, programada no dia seguinte, é adiada devido ao surto do novo coronavírus. É a primeira partida da liga francesa a ser adiada por causa da doença.[8]
- 6 de março: O conservador Jean-Luc Reitzer é hospitalizando em Mulhouse, uma cidade francesa perto da fronteira com a Suíça e a Alemanha, tornando-se o primeiro membro da Assembleia Nacional da França a contrair o novo coronavírus.[9][10]
- 8 de março: O ministro da Saúde da França, Olivier Véran, anuncia a proibição das reuniões de mais de 1.000 pessoas no país devido à disseminação do novo coronavírus.[11]
- 12 de março: O presidente da França, Emmanuel Macron, diz em um discurso na televisão que todas as creches e as escolas e as universidades estarão fechadas para tentar reduzir a disseminação do vírus.[12]
- 17 de março: O torneio de tênis do Aberto da França, programado para ser disputado de 24 de maio a 7 de junho, é adiado para 20 de setembro a 4 de outubro.[13]
- 19 de março: O Festival de Cannes, originalmente planejado de 12 a 23 de maio, é adiado devido à pandemia do novo coronavírus.[14]
- 30 de março: A França torna-se o quarto país do mundo a ultrapassar a marca de 3.000 mortes causadas pelo novo coronavírus depois da China, da Itália e da Espanha.[15]

### Abril de 2020
- 2 de abril: O número de mortes causadas pelo novo coronavírus na França ultrapassa 5.000, registrado pelo diretor-geral de saúde do país, Jérôme Salomon, em uma entrevista coletiva de imprensa diária.[16]
- 7 de abril: O número de mortes causadas pelo novo coronavírus na França ultrapassa 10.000, registrado pelo diretor-geral de saúde do país, Jérôme Salomon, em uma entrevista coletiva de imprensa diária. A França torna-se o quarto país do mundo a ultrapassar essa marca depois da Itália, da Espanha e dos Estados Unidos.[17]

### Outubro de 2020
- 23 de outubro: O número de casos confirmados do novo coronavírus na França ultrapassa mais de um milhão, registrado pela agência nacional de saúde. A França torna-se o segundo país da Europa Ocidental a atingir essa marca de infecções depois da Espanha e o sétimo país do mundo a atingir essa marca.[18][19]
- 28 de outubro: O presidente da França, Emmanuel Macron, anuncia o segundo bloqueio total nacional até 1 de dezembro para controlar um surto do novo coronavírus.[20]

### Novembro de 2020
- 7 de novembro: O número de mortes causadas pelo novo coronavírus na França ultrapassa 40.000, registrado pelas autoridades de saúde do país.[21]
- 17 de novembro: O número de casos confirmados do novo coronavírus na França ultrapassa 2 milhões, de acordo com uma contagem da Reuters. A França torna-se o primeiro país da Europa a atingir essa marca.[22]

### Dezembro de 2020
- 18 de dezembro: O número de mortes causadas pelo novo coronavírus na França ultrapassa 60.000, registrado pela agência pública de saúde do país.[23]

### Fevereiro de 2021
- 4 de fevereiro: A França registra os primeiros quatro casos da variante brasileira do coronavírus.[24]

### Maio de 2021
- 19 de maio: A França atinge a meta de 20 milhões de doses iniciais de vacinas contra COVID-19.[25]
- 19 de maio: O governo da França reabre bares, restaurantes e espaços culturais seis meses após um segundo lockdown nacional da pandemia.[26]
- 20 de maio: O governo da França estende a vacinação contra COVID-19 a todos os adultos a partir de 31 de maio, antes da data originalmete planejada para 15 de junho.[27]
- 21 de maio: O presidente da França, Emmanuel Macron, anuncia que o país concederá uma homenagem especial aos trabalhadores de saúde mortos pela COVID-19 que lutavam contra a pandemia.[28]